# Nokia E6-00
Nokia E6-00 este un smartphone cu o tastatură fizică completă, care este în mod evident destinate utilizatorilor de business.

## Construcție
Acesta este fabricat din oțel inoxidabil și sticlă cu bare de protectie cromate. 
Are un ecran LCD touchscreen capacitiv de 2.46 inchi cu rezoluția de 640 x 480 pixeli. O folie securizată monostrat Gorilla Glass protejează ecranul. Conținutul ecranului se redă foarte clar datorită luminozității de 329 cd/mp.
Pe lângă tastatura QWERTY se găsește un pad direcțional și butoane fizice pentru acasa, mesaje, contacte și calendar. 
Alte controale includ butonul de alimentare de pe marginea de sus alături de mufa pentru căști de 3.5 mm. Slotul de card microSD este acoperit cu o clapă, tastele de volum de pe marginea din dreapta și mufa de încărcare Nokia este pe partea de jos.
Față de E72, acestui model tasta de spațiu a fost mărită, luminozitatea tastelor și s‑au separat tastele numerice. S‑a găsit o soluție bună și pentru blocarea ecranului cu ajutorul unui buton de pe partea laterală a aparatului.

## Hardware
Procesorul este ARM11 tactat la 680 MHz, 256 MB RAM, 1 GB ROM, 8 GB spațiu de stocare și suportă card microSD până la 32 GB. Are o baterie de 3.7v, 1500 mAh care permite convorbiri de 14.8 ore, 28 zile stand-by și timpul de redare de muzică este de 3 zile.

## Camera
Camera foto este de 8 megapixeli cu două blițuri LED. Smartphone-ul poate filma 720p la 25 fps video HD în format H.264 . Camera secundară este de 0.3 de megapixeli (VGA).
E71 are cameră de 3.2 megapixeli, iar E72 una de 5 megapixeli. Nokia E6 e primul telefon business de la Nokia care filmează HD. Camera foto-video are zoom digital 2x, zoom focal de 28 mm, o deschidere de f/2.4 și o rezoluție de până la 3264 x 2448.

## Conectivitate
Are WiFi 802.11 b/g/n, Bluetooth 3.0, radio FM, GPS cu A-GPS, un accelerometru, busolă digitală și senzor de proximitate, sprijină USB On-the-Go și are o mufă audio de 3.5 mm.
Symbian^3 susține Wi-Fi 802.11 b/g/n cu WEP, WPA, WPA2 protocoale de criptare (AES / TKIP).

## Software
Rulează Symbian Anna are posibilitatea de upgrade pentru Symbian Belle. Icoanele sunt ceva mai rotunjite. Se pot customiza 4 ecrane de home cu aplicații, widgets sau shortcuts.
E6 este centrat pentru afaceri care vine preîncărcat cu software de business util. Quickoffice pentru editarea documentelor Microsoft Office, un cititor de PDF, un expander fișier ZIP, un dicționar și un calculator, etc. 
Dar colecția de instrumente de afaceri continuă cu F-Secure software de securitate, text-to-voice aplicație care citește mesajele în timp real, un înregistrator de voce și Microsoft Communicator. 
Fiind un smartphone orientat pentru afaceri suportă Mail for Exchange cu caracteristici adăugate criptarea pe baza unui certificat de autentificare, alături de conturile POP3/IMAP și suportă Cisco SSL suport VPN.
Aplicația Intranet are scopul de a ușura accesul la rețelele interne ale companiei (de exemplu, Intranet, VoIP, servere de fișiere) prin intermediul conexiunilor VPN. 
Are un radio FM și Player-ul de muzică suportă formatele AMR-NB, AMR-WB, AAC/AAC+/eAAC +, MP3, MIDI, tonuri MIDI (poli 64), SP-MIDI, WMA EFR, FR, Mobile XMF, True tones și formatul audio WAV. Player-ul video acceptă formatele 3GPP (H.263), Flash, H.264/AVC, WMV 9, MPEG-4, RealVideo 10, Sorenson Spark, VC-1 și formate video VP6 la 30fps.
Instrumentul de navigare Nokia pentru GPS include cu o mulțime de hărti și o caracteristică de ghidare rutieră (puncte de interes, informații de trafic, etc) cu moduri pentru mașină, pedestrian sau transportul public. Ovi Maps permite în modul deconectat navigarea turn-by-turn în 80 de țări.